# Big Twist and the Mellow Fellows
Big Twist and the Mellow Fellows waren eine US-amerikanische Blues- und Rhythm-and-Blues-Gruppe.
Ihr Frontmann war der Sänger und Mundharmonikaspieler Larry "Big Twist" Nolan (* 23. September 1937, Terra Haute, Indiana † 14. März 1990, Broadview, Illinois). Er begann im Alter von sechs Jahren in der Kirche zu singen. Danach sang er in einer Barband, alles von Rhythm & Blues, Blues bis zu Countrymusik. Am Beginn der 1970er-Jahre trat er mit dem Gitarristen Pete Special und dem Tenorsaxophonisten Terry Ogolini auf, sie nannten sich Big Twist & The Mellow Fellows. Gegründet wurden sie in Carbondale, Illinois, nach Chicago kamen sie erst 1978. Im Verlauf des Jahrzehnts erspielte sich diese Gruppe eine treue Anhängerschaft und wechselten von Privatparties auf die großen Bühnen. Ihr Repertoire war eine Mischung von Soul, Rhythm and Blues, Blues und Rock, eine Mischung, die bei Alt und Jung gleichermaßen beliebt war.
Sie nahmen für Flying Fish Records und Alligator Records Alben auf. Larry Nolan starb im März 1990 an einem Herzinfarkt, die Gruppe spielte aber mit dem neuen Sänger Martin Allbritton, der schon vor Nolans Tod mit der Band aufgetreten war, weiter. Der Saxophonist und Produzent Gene "Daddy G" Barge trat oft als Gastsänger auf. Nachdem das Gründungsmitglied Peter Special die Band verlassen hatte, nannte sie sich in „Chicago Rhythm And Blues Kings“ um und ist noch heute eine beliebte Band in Illinois.

## Diskographie
- 1990 Street Party (Alligator Records)
- 1987 Live from Chicago! – Bigger Than Life!! (Alligator Records)
- 1983 Playing for Keeps (Alligator Records)
- 1980 Big Twist & The Mellow Fellows (Flying Fish Records)